# David Torrance (Politiker)

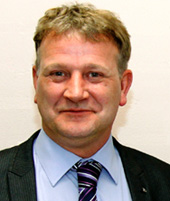
David Torrance

David Torrance (* 13. März 1961 in Kirkcaldy) ist ein schottischer Politiker und Mitglied der Scottish National Party.
Torrance besuchte die Balwearie High School und das Adam Smith College, das er mit einem Ingenieursdiplom verließ. Seit 1981 ist er Mitglied der SNP und wurde im Jahre 1995 zum Ratsmitglied der Region Fife gewählt. Zu den Schottischen Parlamentswahlen 2011 trat Torrance als Kandidat der SNP für den Wahlkreis Kirkcaldy an. Hierbei konnte er sich knapp gegen die Kandidatin der Labour Party, Marilyn Livingstone, durchsetzen, die den Wahlkreis seit 1999 vertrat, und zog erstmals in das Schottische Parlament ein.